# Kanada szigeteinek listája területük szerint

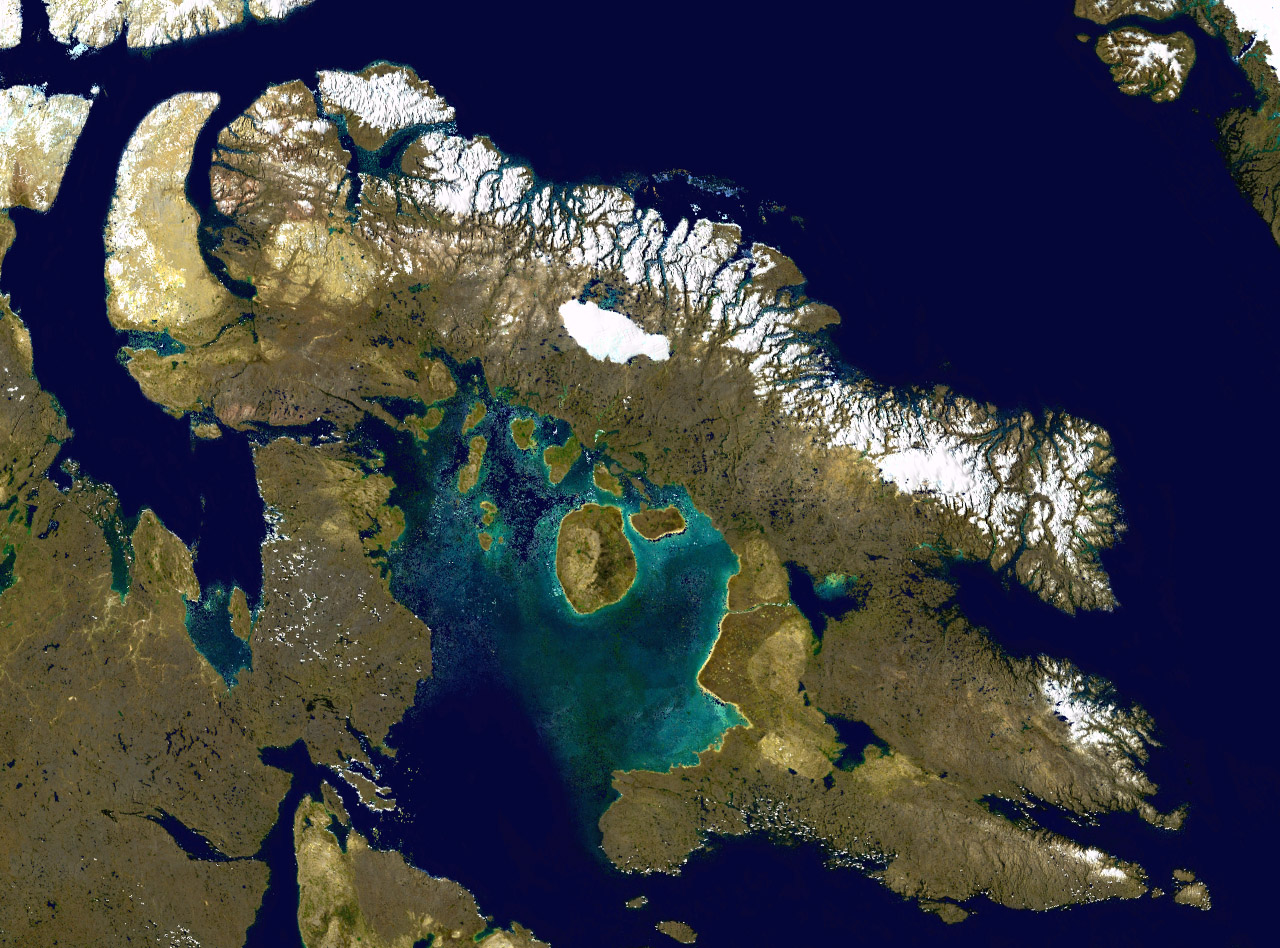
A Baffin-föld, Kanada legnagyobb szigetének műholdfelvétele

Ez a lista Kanada 1000 km²-nél nagyobb szigeteit sorolja fel, területük szerint.

## Szigetek listája (>2500 km²)
| #  | Sziget                 | Terület (km²) | Régió                                              | Állandó lakosság (2001) |
| -- | ---------------------- | ------------- | -------------------------------------------------- | ----------------------- |
| 1  | Baffin-sziget          | 507 451       | Nunavut                                            | 9563                    |
| 2  | Victoria-sziget        | 217 291       | Északnyugati területek, Nunavut                    | 1707                    |
| 3  | Ellesmere-sziget       | 196 236       | Nunavut                                            | 168                     |
| 4  | Új-Fundland            | 108 860       | Új-Fundland és Labrador                            | 485 066                 |
| 5  | Banks-sziget           | 70 028        | Északnyugati területek                             | 114                     |
| 6  | Devon-sziget           | 55 247        | Nunavut                                            | 0                       |
| 7  | Axel Heiberg-sziget    | 43 178        | Nunavut                                            | 0                       |
| 8  | Melville-sziget        | 42 149        | Északnyugati területek, Nunavut                    | 0                       |
| 9  | Southampton-sziget     | 41 214        | Nunavut                                            | 721                     |
| 10 | Prince of Wales-sziget | 33 339        | Nunavut                                            | 0                       |
| 11 | Vancouver-sziget       | 31 285        | Brit Columbia                                      | 638 213                 |
| 12 | Somerset-sziget        | 24 786        | Nunavut                                            | 0                       |
| 13 | Bathurst-sziget        | 16 042        | Nunavut                                            | 0                       |
| 14 | Prince Patrick-sziget  | 15 848        | Északnyugati területek                             | 0                       |
| 15 | King William-sziget    | 13 111        | Nunavut                                            | 960                     |
| 16 | Ellef Ringnes-sziget   | 11 295        | Nunavut                                            | 0                       |
| 17 | Bylot-sziget           | 11 067        | Nunavut                                            | 0                       |
| 18 | Breton-foki-sziget     | 1311          | Új-Skócia                                          | 140 893                 |
| 19 | Prince Charles-sziget  | 9521          | Nunavut                                            | 0                       |
| 20 | Anticosti-sziget       | 7941          | Québec                                             | 266                     |
| 21 | Cornwallis-sziget      | 6995          | Nunavut                                            | 215                     |
| 22 | Graham-sziget          | 6361          | Brit Columbia                                      | 4475                    |
| 23 | Prince Edward-sziget   | 5620          | Prince Edward-sziget                               | 135 294                 |
| 24 | Coats-sziget           | 5498          | Nunavut                                            | 0                       |
| 25 | Amund Ringnes          | 5255          | Nunavut                                            | 0                       |
| 26 | Mackenzie King-sziget  | 5048          | Északnyugati területek, Nunavut                    | 0                       |
| 27 | Stefansson-sziget      | 4463          | Nunavut                                            | 0                       |
| 28 | Mansel-sziget          | 3180          | Nunavut                                            | 0                       |
| 29 | Akimiski-sziget        | 3001          | Nunavut                                            | 0                       |
| 30 | Borden-sziget          | 2794          | Északnyugati területek, Nunavut                    | 0                       |
| 31 | Manitoulin-sziget      | 2766          | Ontario, a világ legnagyobb szigete édesvizű tóban | 11 933                  |
| 32 | Moresby-sziget         | 2608          | Brit Columbia                                      | 460                     |

## Szigetek listája (1000 km² és 2500 km² között)
| Sziget                | Terület (km²) | Állandó lakosság (2001) |
| --------------------- | ------------- | ----------------------- |
| Cornwallis-sziget     | 2258          | 0                       |
| Princess Royal-sziget | 225           | 0                       |
| Richards-sziget       | 2165          | ?                       |
| René-Levasseur        | 2020          | 0                       |
| Air Force-sziget      | 1720          | 0                       |
| Eglinton-sziget       | 1541          | 0                       |
| Flaherty-sziget       | 152           | ?                       |
| Graham-sziget         | 1378          | ?                       |
| Pitt-sziget           | 1375          | ?                       |
| Nottingham-sziget     | 1372          | ?                       |
| Lougheed-sziget       | 1308          | ?                       |
| Byam Martin-sziget    | 1150          | ?                       |
| Wales-sziget          | 1137          | ?                       |
| Île Vanier            | 1126          | ?                       |
| Rowley-sziget         | 1090          | 0                       |
| Cameron-sziget        | 1059          | ?                       |
| Resolution-sziget     | 1015          | ?                       |

## Fordítás
- Ez a szócikk részben vagy egészben  a   List of Canadian islands by area című angol Wikipédia-szócikk ezen változatának fordításán alapul.  Az eredeti cikk szerkesztőit annak laptörténete sorolja fel. Ez a jelzés csupán a megfogalmazás eredetét és a szerzői jogokat jelzi, nem szolgál a cikkben szereplő információk forrásmegjelöléseként.